# Uzi Narkis
Uzi Narkis (hebrejsky: עוזי נרקיס; žil 6. ledna 1925 – 17. prosince 1997) byl izraelský generál. Během šestidenní války velel jednotkám Izraelských obranných sil (IOS) v centrální oblasti. Je jednou ze tří postav, které se objevily na známé fotce pořízené ve Starém Městě v Jeruzalémě krátce po jeho osvobození (dalšími na fotografii byli ministr obrany Moše Dajan a náčelník Generálního štábu Jicchak Rabin).

## Biografie
Narodil se v Jeruzalémě do rodiny polských Židů a mezi jeho uváděné první vzpomínky patří skrývání se při arabských nepokojích v roce 1929. Studoval na gymnáziu Rechavja, v šestnácti letech vstoupil do elitních úderných jednotek Palmach a zapojoval se do operací Hagany proti britským bezpečnostním silám v mandátní Palestině.

### Vojenská kariéra
V dubnu 1948 velel útoku na Katamon, při němž došlo k osvobození strategicky významně položeného kláštera San Simon. Po konečném odchodu Britů a vyhlášení nezávislosti Izraele byl Narkis pověřen pomoci Židům, kteří uvázli v obležené Židovské čtvrti jeruzalémského Starého Města. Jeho jednotce se podařilo do oblasti vniknout Sijónskou branou a při operaci došlo k předání zásob a evakuaci raněných. Jelikož však Narkisovi nedorazily posily, byl nucen nařídit stažení svých vojáků, díky čemuž nedlouho poté ovládli Staré Město Jordánci.
Krátce po vzniku Izraele strávil několik let ve Francii, kde studoval na École de Guerre (Francouzská vojenská akademie) a následně působil jako izraelský vojenský attaché (1959–1962). Během svého pobytu ve Francii byl francouzskou vládou vyznamenán nejvyšším státním vyznamenáním Řád čestné legie. Po návratu do Izraele se vrátil ke své vojenské kariéře a roku 1963 se stal prvním ředitelem Israel National Defense College (1963–1965).
Během šestidenní války v červnu 1967 velel sedmi brigádám, které měly za úkol zastavit jakoukoli jordánskou ofenzivu. Dobytí Starého Města přitom nebylo součástí plánu. Izraelské jednotky však postupovaly efektivně, aby dobyly klíčové pozice ve východním Jeruzalémě, z nichž jednou byl Muniční vrch. Vzhledem k blížícímu se uzavření příměří a mimořádnému zasedání Organizace spojených národů vydal ministr obrany Moše Dajan rozkaz, na jehož základě Narkis rychle realizoval příležitost sjednotit město dříve, než by tomu zabránilo příměří. Pod jeho vedením tak bylo Staré Město dobyto a sjednoceno pod izraelskou kontrolou. Z Narkisova pohledu toto osvobození dokončilo úsilí, které sám o devatenáct let dříve započal.
V roce 1968 odešel z armády a následně zastával déle než dvacet let klíčové posty v Židovské agentuře (1968–1988) a Světové sionistické organizaci. V roce 1948 našel na bojišti korán palestinského velitele Abd al-Kadira al-Husajního a v 80. letech jej chtěl předat Kadirovu synovi Fajsalu Husajnímu. Ten jej však z rukou izraelského generála odmítl převzít.
Byl ženatý a s manželkou Ester Hakohenovou (její otec byl David Hakohen) měl tři děti, syna Jicchaka a dcery Rut a Tamaru. Zemřel v Jeruzalémě ve věku 72 let.